# Dejan Boljević
Dejan Boljević (* 30. května 1990, Cetinje) je fotbalový obránce z Černé Hory, v současnosti působí v klubu FK Čukarički.

## Klubová kariéra
Svoji fotbalovou kariéru začal v FK Mogren. Mezi jeho další kluby patří: OFK Petrovac, FK Teleoptik, FK Smederevo, 1. FC Tatran Prešov a FK Novi Pazar.